# トロント・イートン・センター
トロント・イートン・センター（英語: Toronto Eaton Centre）は、カナダのオンタリオ州トロント・ダウンタウン中心部に位置する大型ショッピングモール兼複合型オフィス施設である。施設の名称は、1999年に倒産したカナダのデパートチェーン、イートンズにちなんでつけられたものである。訪れる来場者数の点で、このショッピングモールはトロントにおいて最も観光客を惹きつける場所となっている。また、イートンセンターはカナダ東部最大の店舗面積をもち、店舗数においてもスクエア・ワン・ショッピング・センターに次ぐ、2番目の規模をもつ。店舗面積においてはカナダ国内で第3位。一般には「イートンセンター」と呼ばれる。
イートンセンターは東側にヤング・ストリート、南側にクイーン・ストリート・ウエスト、北側にダンダス・ストリート・ウエスト、そして西側にベイ・ストリートの東側のビル群が、それぞれ接している。内部通路はトロントの地下連絡通路「PATH」の一部を成し、中央部はトロント市地下鉄のダンダス駅とクイーン駅の2つの地下鉄駅が近接する。施設には3つのオフィスビル（位置はそれぞれ、20 クイーン・ストリート・ウエスト、250 ヤング・ストリート、1 ダンダス・ストリート・ウエスト）と共に、ライアソン大学経済学部の研究棟も含まれている。加えて、イートンセンターは17階建てのマリオット・ホテルや、カナダ最大のデパートチェーンであるザ・ベイ本店と連結している。

## 沿革
イートンズの創設者、ティモシー・イートンは、19世紀にヤング・ストリートで繊維製品を販売する店舗を構えた。その後この小さな店がカナダにおける小売業に革命を起こすこととなり、最終的にカナダ国内で最大のデパートチェーンになった。20世紀までにイートンズは、トロント旧市庁舎とトロント聖三位一体教会の例外を除いて、ヤング・クイーン・ベイ・ダンダスの各ストリートが境を接するほとんどの土地を所有した。ティモシー・イートンによる最初の店舗が位置した場所であるこれらイートンズの土地は、その後イートンズのメイン・ストアやイートンズ・アネックス、そして数々の通信販売や工場に関連した建造物が占拠した。1960年代にチェーンの倉庫や事業が段々と郊外へ移動していくにつれ、イートンズは価値の高いダウンタウンに所有している土地を、より有益に利用しようとするようになる。特に、イートンズはヤングストリートとクイーンストリートに位置する古びたメイン・ストアと、数ブロック北側にあったカレッジ・ストリート店に取って代わる、巨大な本店を新たに建設しようとしていた。
1960年代中盤、イートンズは複数の区画を占拠するほどの、大規模なオフィス・ショッピング複合施設の建設計画を発表した。当初のセンター建設計画では、上記の区画に位置する小さなストリート（アルバート・ルイーザ・テローリー・ジェームスの各ストリートとアルバート・レーン、ドーニーズ・レーン、トリニティ・スクエア）の閉鎖の他、旧市庁舎（時計塔と記念碑を除く）と聖三位一体教会の取り壊しを求める内容が含まれていた。一時期は、市庁舎の時計塔でさえも取り壊しの予定されていた。旧市庁舎と教会の行く末を巡る地域での激しい論争の末、イートンズは1967年に計画を中断することとなった。
1971年、イートンセンターの建設計画が再び持ち上がったが、これらの計画には旧市庁舎を保存させる予定が盛り込まれていた。しかし聖三位一体教会の信者側が、教会建物の取り壊し計画について争う構えを示したため、また新たな論争が噴出したのである。結局、イートンセンターの建設計画は、市庁舎と教会建物のどちらも残す方向で改訂され、その後教会の教区民達が、新たに建設される予定の複合施設によって、教会に当たる日光を遮らないよう保証することを求めた争いで勝利したために、建築計画の更なる改定が行われた。
こうした建設計画の修正で、1960年当初に提案されていたセンターの計画から、3つの大きな点が変更される結果となった。まず、旧市庁舎を保存することの他、クイーン・ストリート（ライバル店のシンプソンズと反対側）の伝統的な場所におさめるには大きすぎるだろうと考えられたため、新たに建設するイートンズの店舗はダンダス・ストリートの北側に変更された。思いがけないことに、これでイートンズとシンプソンズが両端にくるようにモールが建設される結果となった。2つ目に重要な変更は、1960年代にイートン一家が当初予期していたように、イートンセンターによりクイーン・ストリート北側の金融街が拡大しないようにするため、オフィス部分の大きさを縮小させることが求められた点である。最後の変更点は、センターの大部分の位置が東のヤング・ストリート前面へ移動され、複合施設はベイ・ストリート側を正面としないようデザインされた部分であった。こうして旧市庁舎と教会は保存され、救世軍本部建物もそれら保存された建物の間に位置していたことから手を加えられることはなかった（しかし、救世軍の建物はイートンセンターを拡張するため、最終的には1990年代後半に取り壊しが行われた）。

## 建設

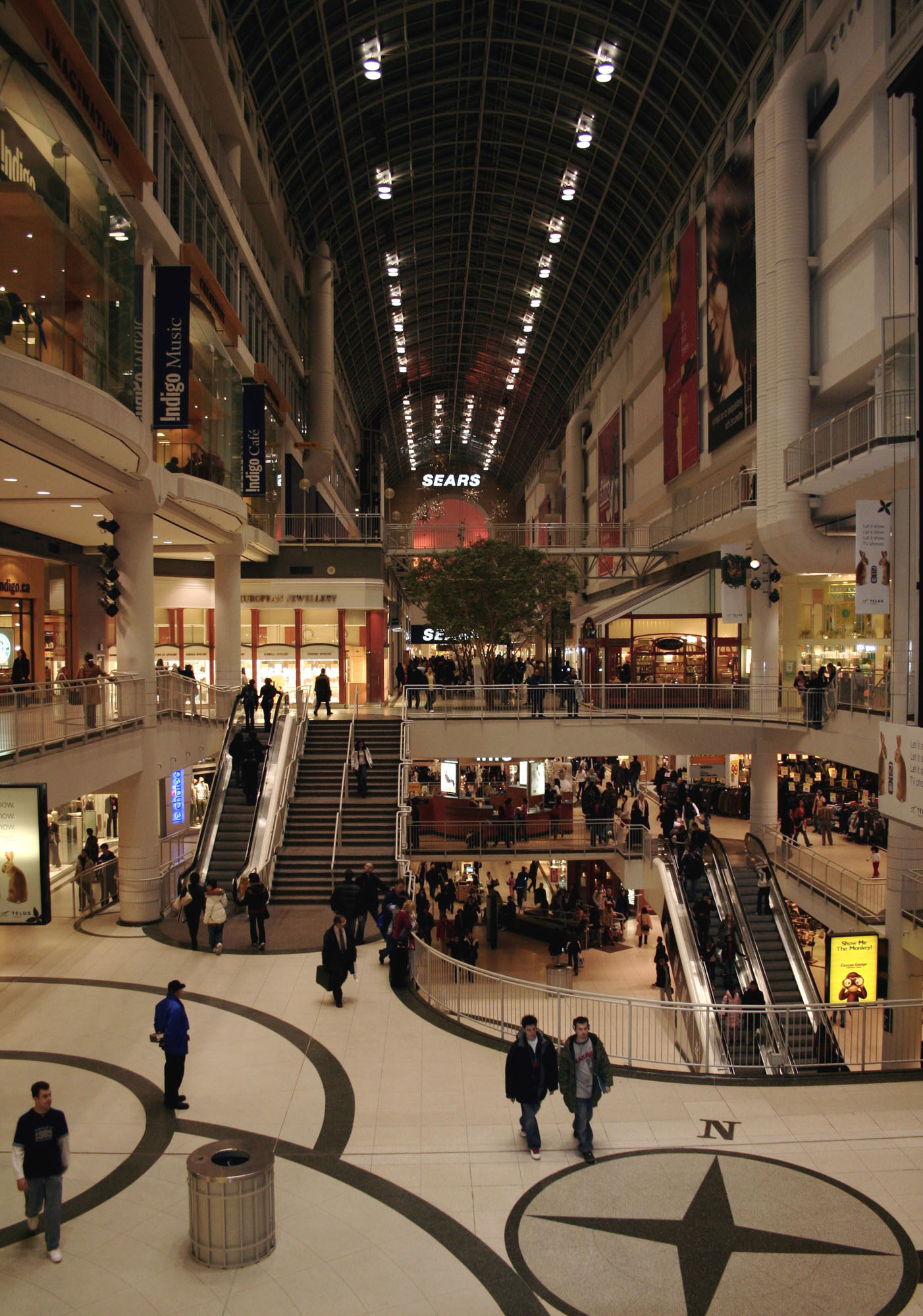
中央から北側を見た、夜のイートンセンター内。

イートンズはイートンセンターの建設において、キャデラック・フェアビュー社とトロント・ドミニオン銀行の2社と提携した。複合施設はカナダの建築家エベラール・ツァイドラーと、ブレグマン・ハマン建築会社により、イタリアのミラノにあるヴィットーリオ・エマヌエーレ2世のガッレリアをモデルにして、多階層でガラス屋根のアーチを設けたデザインが行われた。当時、イートンセンターの内観は、北アメリカでもかなり革命的で影響の大きなショッピングセンター建築であると考えられた。
イートンセンターは北アメリカにおいて、ダウンタウンにある最初のショッピングモールのひとつであると言われた。9階建てで10万平方メートル（100万平方フィート）のイートンズ店が入居した、第1段階がオープンしたのは1977年のことである。南端にあった仮の壁は、完成する商店街が見える際に印象を与えるため、天井まで鏡張りにされていた。ヤング・ストリートとクイーン・ストリートにあったそれ以前のイートンズ店舗は取り壊され、その場所で施設の南半分が1979年にオープンとなっている。同年に、施設の北端では複合映画施設のシネプレックスが加えられ、18の映画館を収容すると共に当時で世界最大のものとなった。
新たな施設の建設に場所を空けるため、テローリー・ルイーザ両ストリートとドーニーズ・レーン、アルバート・レーンは封鎖され、街のストリート網から姿を消した。アルバート・ストリートとジェームス・ストリートは、旧市庁舎の周囲にあるストリートに面した土地のみ保存された（しかしトロント市は、アルバート・ストリートがあった場所に建っているモールを、歩行者が年中無休で横断できるよう求めた。現在も歩行者はこの通行できる権利を享受している）。トリニティ・スクエアはヤング・ストリートへの公共の通路を失い、ベイ・ストリートを経由する歩行者専用の広場となった。
多くのアーバンデザイナーやアーキテクト達は、イートンセンターの初期の外観について、長らく後悔の念を抱いている。これは、複合施設は内部のデザインにばかり関心が向き、外観を活気あるものにするような窓や通りに面する店舗、モールの入口がほとんど無かった為である。トロントの主要なショッピング通りがあった場所に面する、ヤング・ストリートの多くのファサードは、駐車用の車庫により支配された。また、主要道路の管轄権を持つメトロポリタントロントの主張で、施設はヤング・ストリートから離された。目標は最終的にストリートへ、追加のレーンを加えることにあった。結果として、施設はヤング・ストリートからかなり離され、センターのストリートにおける存在感を弱めることになったのである。
施設内のオフィス部分は、以下のように何年にも渡って建設された。
- 「ワン・ダンダス・ウエスト」（29階建て）: 1977年建設。デザインはブレグマン・ハマン建築会社とツァイドラー建築会社による。
- 「キャデラック・フェアビュー・タワー」（36階建て）: 1982年建設。デザインはブレグマン・ハマン建築会社とツァイドラー建築会社による。[3]
- 「250ヤング・ストリート」（前「イートン・タワー」、35階建て）: 1992年建設。デザインはツァイドラー建築会社とクラング&ボーク社による。

## 現在のイートンセンター
論争や批判があったにもかかわらず、センターは即座に成功をおさめた。事実、モールの利益はイートンズが1999年に破綻(はたん)に屈する前、イートンセンターの成功によりイートンズ・チェーンが当面20年間は負債を抱えずに経営が行える位儲かっただろうと言われていた程である。今日では、イートンセンターが北アメリカにおいて最高のショッピング地のひとつとなり、また毎週多数の来場者数を誇るトロントで最も人気の高い観光地にもなった。
重要なショッピングモールの特徴のひとつに、ガラス繊維強化プラスチック製のカナダガンが天井からぶら下がっている点が挙げられる。「フライト・ストップ」と名付けられたこの彫刻は、芸術家のマイケル・スノウ製作によるものである。この彫刻は、裁判所により重要な知的財産の対象となっている。ある年、センターの経営陣は事前に製作者のスノウへ相談することなく、クリスマス用にこれらガンの模型を赤いリボンで装飾することに決定した。ところが、スノウはこうしたリボンが彼の写実的な作品を滑稽なものにし、自身のアーティストとしての評判を害するものだとして、異議を申し立てた。スノウはこの件について訴えを起こし、裁判所はたとえセンターがこの彫刻を所有していても、リボンの装飾はスノウの著作者人格権を侵害したものであると決定を下した。その後、リボンは取り外すことを命じられた。

## 再開発

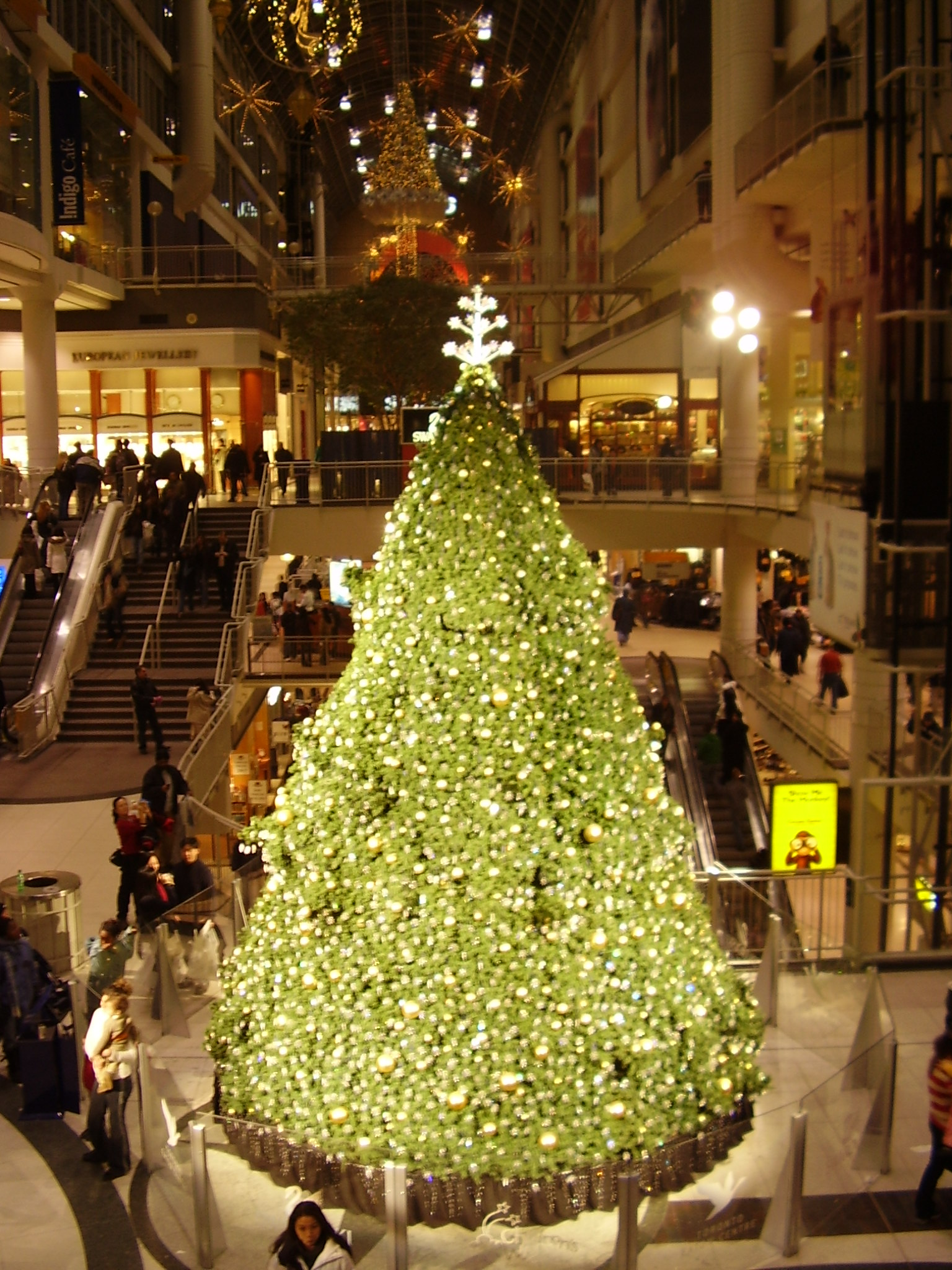
クリスマス時に設置される、センター内のクリスマスツリー。

イートンセンター店舗の外観は、当時イートンズの優勢と将来への向上心を表す声明をも意味していた、1970年代の様式にデザインされている。しかし、この箱型でマスタード色の「モダン」なデザインはあまり時代にそぐわず、全般的に（建築学的な観点から）取り壊されたメイン・ストアの後に建てられた、粗悪な建物であると考えられた。

近年、イートンセンターのオーナー達は、モール部分のヤング・ストリート側にあるファサードの再設計を行った。これには、より路面に近づけ、直接店舗を街路へ開き都市部のショッピング街にかなり似せた他、町の街路にあるという認識を作り出すためにファサードの一部を変更したこと等が含まれる。
1990年代後期と2000年代初頭には、新しい小売スペースへ更なる再開発が加えられた。これにより、アルバート・ストリートの反対にある、複合施設の西側は拡張された。また、ヤング・ダンダス両ストリートの交差点にある北東側の角は再設計が施され、トロント警察署を含むそれ以前からあった数々のテナントは、H&Mのカナダ本社を設置するために、新しい場所への移動や立ち退きが行われた。
また、モールにあった2つの駐車場のうちの一つで、ダンダス・ストリートにあった9階建てのダンダス・パーケイドは、2003年に取り壊された。その後この駐車場があった場所と、ダンダス・ストリートとベイ・ストリートの南東側にあった空地には、イートンセンターの新たな建物が建てられて2006年にオープンしている。ここには、カナディアン・タイヤやベスト・バイ等のテナントを収容し、ライアソン大学経済学部の研究棟と階上に574台分のスペースを有する、新たな駐車場が設けられた。ダンダス・ストリートと通じていなかった以前の駐車場と違い、新しい駐車場はベイ・ストリートへの通路を備えている。この建設工事は、クイーンズ・キー・アーキテクツ・インターナショナル社と、ツァイドラー建築会社により行われた。
約15万平方メートル（160万平方フィート）の土地を取り囲み、北アメリカにあるダウンタウンでも最大のショッピングセンターのひとつであるこれら複合商業施設には、現在およそ330店の店舗が入居している。
イートンズの倒産に伴い、モールの北端にあったデパートのスペースはシアーズ・カナダ社の店舗で占められ、2階層分に渡るその店舗は、シアーズ・カナダとしては世界最大のものとなった。このシアーズ社が倒産したイートンズを買収したすぐ後、創業者ティモシー・イートンの像はダンダス・ストリートの入口から、ロイヤルオンタリオ博物館へと移動された。しかし、施設は現在もイートンセンターの名称が保持され、ティモシー・イートンと彼がかつてこの地に開いた小さな店への、尊敬の意が引き続いていることを表している。

### 2010年以降
2013年にシアーズ・カナダはイートンセンター店の閉鎖を発表。2014年に入りシアーズのあった場所は全て閉鎖。米国百貨店チェーンノードストロームが2016年にその場所に入居することを発表した。

## 参考
1. ↑  Canadian Institute of Steel Construction
2. ↑  http://www.toronto.ca/attractions/attraction_highlights.htm
3. ↑  http://www.cisc-icca.ca/projects/ontario/Toronto
4. ↑  http://www.archives.gov.on.ca/english/donations/eatons/pics/16047_eatons_centre_520.jpg
5. ↑  http://www.humblehoward.com/humblestuff
6. ↑  http://www.uer.ca/locations/show.asp?locid=21801
7. ↑  http://www.tectowers.com/client/Cadillac/CF_Office_UW_V500_MainEngine.nsf/resources/Newsletter/$file/TEC_Perspectives_Oct2006.pdf (pdfファイル)